# 42 (film)
42 är en amerikansk verklighetsbaserad dramafilm från 2013, med regi av Brian Helgeland.

## Handling
42 utspelar sig främst under 1947, då Jackie Robinson (spelad av Chadwick Boseman) blir den första afroamerikanen som spelar i Major League Baseball (MLB) i modern tid.
Både Robinsons karriär och personliga liv blir en ständig kamp mot rasism.
Vid sidan av Robinsons berättelse skildrar filmen även Brooklyn Dodgers högsta chef Branch Rickey (spelad av Harrison Ford) och hans arbete med att bana väg för Robinson.

## Rollista (urval)
- Chadwick Boseman - Jackie Robinson
- Harrison Ford - Branch Rickey
- Nicole Beharie - Rachel Robinson
- Christopher Meloni - Leo Durocher
- Ryan Merriman - Dixie Walker
- Lucas Black - Pee Wee Reese
- Andre Holland - Wendell Smith
- Alan Tudyk - Ben Chapman
- Hamish Linklater - Ralph Branca
- T.R. Knight - Harold Parrott
- John C. McGinley - Red Barber